# Razzapparte
I Razzapparte sono un gruppo musicale Oi! italiano, nato a Viterbo nel 1995.
Il loro stile musicale riflette le tendenze sottoculturali punk e skinhead dei componenti e, "pur senza stravolgere il gioco", offre numerose aperture all'hardcore, al punk, al reggae ed al dub.
I Razzapparte, pur non considerandosi una band militante, hanno sempre preso posizione contro il razzismo e la strumentalizzazione politica delle sottoculture e degli stili musicali a cui fanno riferimento.
Il gruppo appare su numerose raccolte, sia italiane che internazionali, ed ha all'attivo "Gente Senza Poesia" 7" EP (1999), "Tuscia Oi!" MCD (2010) e gli album "Servi o Ribelli" CD (2003), "Il Drago e il Leone" CD CD (2007) e "Briganti" CD (2010) e "Brucia!" CD (2015), con il quale la band ha festeggiato i 20 anni di attività.
"Il drago e il leone", in particolare, ha ricevuto una calda accoglienza da parte della critica specializzata che ne ha generalmente riconosciuto l'originalità sia a livello lirico e musicale che nell'approccio alle tematiche tradizionali dell'Oi!: i Razzapparte "riescono a rendere attuale e ficcante quello che per troppi gruppi rimane semplicemente un mero esercizio di riscrittura o variazione sul tema".

## Formazione
- Flavio: voce
- Angelo: chitarra
- Giacomo: chitarra
- Stefanino: basso
- Emanuele: batteria

## Discografia
- Gente Senza Poesia 7"EP. Oi!Strike/Resta Rude Records 1999
- Servi o Ribelli CD. Anfibio/Spaghetti/DdC/City Of The Dead, 2003
- Il Drago e il Leone CD. Anfibio, 2007
- Briganti CD. Anfibio, 2010
- Tuscia Oi! MCD. Anfibio, 2010
- Brucia! CD. Skinhead Sounds/Rusty Knife/Strength Thru Oi!/Folk Beat Vendetta, 2015

Raccolte che contengono brani dei Razzapparte
- R'n'R Anthems Vol.1 7"EP. Resta Rude Recs./Applequince, 1998
- Urbanoise Vol.2 CD. Rotten Records, 1998
- Viterbo HardCore 7"EP. Autoprodotto, 1999
- Italia Skunk 12 LP. Autoprodotto, 2000
- Class Pride World Wide II CD. Insurgence Records, 2002
- La Strada Brucia Ancora CD. Anfibio Records/Hurry Up!, 2002
- Oi! Strike Sampler CD. Oi!Strike, 2002
- We Don't Like You! CD. City Of The Dead, 2004
- La Nostra Scelta CD. Accidia HC, 2006
- Strummer: a Clash Tribute 2xCD. Raged Records, 2006
- No Repression! CD. Anfibio, 2006
- Roma HardCore CD. Hellnation/SPQR Skins & Punks, 2007
- Project CD #1 CD. Allegato alla rivista Project 596 #1, 2007
- Bruised Knuckles vs Savage Amusement CD. Bruised Knuckles/Savage Amusement, 2011
- Caos in Italia LP + CD. Skinhead Sounds/Tufo Rock Records, 2019